# Rudolf Piowaty
Rudolf Piowaty (* 28. April 1900 in Brünn; † 29. Januar 1978 in Paris, Kanada) war ein tschechoslowakischer Schwimmer jüdischer Herkunft. 
Er nahm an Sportveranstaltungen des jüdischen Turn- und Sportvereins Makabi in der Tschechoslowakei teil und gehörte zu den bekanntesten jüdischen Sportlern des Landes der Zwischenkriegszeit und war mehrfacher Meister in verschiedenen Schwimmdisziplinen. Er nahm am tschechoslowakischen Widerstand 1939–1945 teil.

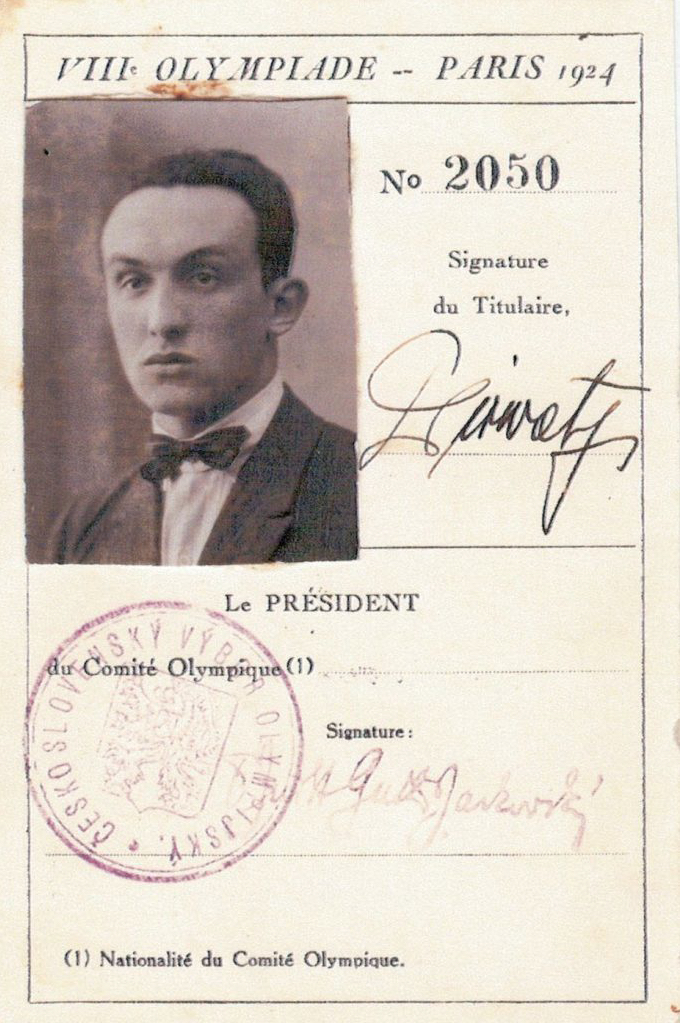
Rudolf Piowaty - Sportlerausweis für die olympischen Sommerspiele 1924 in Paris

## Leben
Rudolf Piowaty wurde geboren, nachdem seine Eltern aus Wien wieder zurück nach Brünn gezogen sind. Nach dem Besuch einer Fachmittelschule und einem kurzen Militärdienst (März bis November 1918) ohne Fronterfahrung widmete er sich seiner sportlichen Karriere.
Nach der Errichtung des Protektorats Böhmen und Mähren 1939 verließ Piowaty  1942 seine Heimat: er reiste nach Deutschland ein, gelangte zum Bodensee und schwamm in die Schweiz. Dort arbeitete er in verschiedenen Stellen beim Völkerbund in Genf, unter anderem in der tschechoslowakischen Presseabteilung und im Abhördienst. 1944 wurde er nach London entsandt und diente in der tschechoslowakischen Exilarmee. Nachdem er Mitte November 1945 in die Tschechoslowakei zurückgekehrt war, arbeitete er noch kurze Zeit in der Armee, danach engagierte er sich wieder in Sportvereinen in Brünn. Nach der kommunistischen Machtübernahme 1948 emigrierte er mit seiner Familie nach Kanada, wo er im Möbelhandel tätig war.

## Sportliche Karriere
Nach seinem Militärdienst fing Rudolf Piowaty an, sich intensiv im Verein Makabi Brünn dem Schwimmen zu widmen. Er erreichte relativ schnell die ersten bedeutenden Erfolge:
- 1921 wurde er tschechoslowakischer Meister auf den Distanzen 400 m, 500 m und 1500 m Freistilschwimmen sowie im Staffelschwimmen 4 × 50 m.
- nachdem sich die Schwimmer vom Verein Makabi Brünn trennten und ihren eigenen Verein Bar Kochba Brünn gründeten, wurde er außerdem Funktionär des Vereins.
- 1922 wurde er erneut mehrfacher Nationalmeister in 400 m und 1500 m Freischwimmen und 400 m Brustschwimmen sowie Staffelschwimmen 4 × 200 m; in den Disziplinen 400 m und 1500 m Freischwimmen sorgte er für nationale Rekordzeiten.
- 1923 erreichte er den Meistertitel in der Distanz 200 m Brust (mit neuem nationalen Rekord) und im Staffelschwimmen 3 × 100 m Lagenschwimmen.
- aufgrund dieser Erfolge wurde Piowaty für die Olympischen Spiele 1924 nominiert, wo er in den Disziplinen 200 m Brust und im Staffelschwimmen 4 × 200 m Freistilschwimmen startete; in beiden erreichte er das Halbfinale
- zu seinen letzten Erfolgen gehören die tschechoslowakischen Meistertitel des Jahres 1925 in 100 m und 200 m Brustschwimmen sowie Staffellauf 3 × 100 m Lagenschwimmen im Jahre 1925.

Alle Titel ab 1922 erreichte er als Mitglied des Vereins Bar Kochba in Brünn.